# Dinu Pescariu
Dinu Dănuț Mihai Pescariu (* 12. April 1974 in Bukarest) ist ein ehemaliger rumänischer Tennisspieler.

## Leben
Pescariu feierte im Alter von 16 Jahren als Qualifikant sein erstes gewonnenes Match auf der ATP World Tour, als er in Kitzbühel in der ersten Runde gegen Steve Guy gewann. In der Folge spielte er vor allem auf Satellite-Turnieren und auf der ATP Challenger Tour. 1991 stand er im Einzelfinale von Genf. Im Laufe seiner Karriere konnte er neun Einzeltitel und vier Doppeltitel auf der ATP Challenger Tour erringen. Sein größter Erfolg war der Titel in Umag, wo er 1997 neben Davide Sanguinetti gegen die Slowaken Dominik Hrbatý und Karol Kučera siegreich blieb. Seine höchste Notierung in der Tennisweltrangliste erreichte er 1998 mit Position 75 im Einzel sowie 1997 mit Position 114 im Doppel.
Seine besten Einzelergebnisse bei Grand-Slam-Turnieren war das Erreichen der zweiten Runde der French Open, von Wimbledon und der US Open. Bei letzteren schlug er 1997 Goran Ivanišević und scheiterte danach an Jens Knippschild. In der Doppelkonkurrenz erreichte er dort im gleichen Jahr ebenfalls die zweite Runde.
Pescariu spielte zwischen 1991 und 2000 17 Einzel- sowie 4 Doppelpartien für die rumänische Davis-Cup-Mannschaft. Seine Einzelbilanz lag bei 9:8, von seinen Doppelpartien konnte er dagegen nur eine gewinnen. Sein größter Erfolg mit der Mannschaft war die Teilnahme an der Erstrundenpartie in der Weltgruppe 1996. Beim 3:2-Sieg über Belgien kam er im Doppel zum Einsatz.
Bei den Olympischen Sommerspielen 1992 und 1996 vertrat er Rumänien. 1992 erreichte er an der Seite von George Cosac das Viertelfinale im Doppelwettbewerb; 1996 trat er im Einzel und Doppel an, schied jedoch jeweils in der ersten Runde aus.

## Erfolge
| Legende                                               |
| Grand Slam                                            |
| Tennis Masters Cup                                    |
| ATP Masters Series                                    |
| ATP Championship Series ATP International Series Gold |
| ATP World Series ATP International Series (1)         |
| ATP Challenger Series (13)                            |

| ATP-Titel nach Belag |
| Hartplatz (0)        |
| Sand (1)             |
| Rasen (0)            |
| Teppich (0)          |

### Einzel

#### Turniersiege
| Nr. | Datum              | Turnier    | Belag     | Partner            | Ergebnis      |
| --- | ------------------ | ---------- | --------- | ------------------ | ------------- |
| 1.  | 18. Juni 1995      | Weiden     | Sand      | Lars Burgsmüller   | 6:4, 6:2      |
| 2.  | 12. November 1995  | Peking     | Hartplatz | João Cunha e Silva | 3:6, 6:2, 6:3 |
| 3.  | 8. September 1996  | Brașov (1) | Sand      | Răzvan Sabău       | 4:6, 6:2, 6:3 |
| 4.  | 13. April 1997     | Neapel     | Sand      | Oliver Gross       | 6:4, 6:2      |
| 5.  | 20. April 1997     | Split      | Sand      | Juan Antonio Marín | 3:6, 6:2, 6:1 |
| 6.  | 6. Juli 1997       | Ulm        | Sand      | Stefan Koubek      | 7:5, 6:1      |
| 7.  | 7. September 1997  | Edinburgh  | Sand      | Andrea Gaudenzi    | 4:6, 7:5, 6:1 |
| 8.  | 10. Mai 1998       | Ljubljana  | Sand      | Adrian Voinea      | 7:6, 2:6, 6:3 |
| 9.  | 14. September 1998 | Brașov (2) | Sand      | Thomas Larsen      | 6:3, 3:6, 6:2 |

### Doppel

#### Turniersiege

##### ATP Tour
| Nr. | Datum         | Turnier | Belag | Partner            | Finalgegner                 | Ergebnis |
| --- | ------------- | ------- | ----- | ------------------ | --------------------------- | -------- |
| 1.  | 27. Juli 1997 | Umag    | Sand  | Davide Sanguinetti | Dominik Hrbatý Karol Kučera | 7:6, 6:4 |

##### Challenger Tour
| Nr. | Datum             | Turnier   | Belag | Partner       | Finalgegner                   | Ergebnis |
| --- | ----------------- | --------- | ----- | ------------- | ----------------------------- | -------- |
| 1.  | 8. September 1996 | Brașov    | Sand  | George Cosac  | Mariano Hood Martín Rodríguez | 7:6, 6:1 |
| 2.  | 20. April 1997    | Split     | Sand  | Devin Bowen   | Trey Phillips David Roditi    | 7:6, 6:3 |
| 3.  | 23. August 1998   | Graz      | Sand  | Albert Portas | Lan Bale Nebojša Đorđević     | 6:3, 6:4 |
| 4.  | 16. Juni 1999     | Prostějov | Sand  | Eric Taino    | Devin Bowen Eyal Ran          | 6:3, 6:3 |

#### Finalteilnahmen
| Nr. | Datum              | Turnier           | Belag | Partner       | Finalgegner                       | Ergebnis |
| --- | ------------------ | ----------------- | ----- | ------------- | --------------------------------- | -------- |
| 1.  | 10. November 1996  | Santiago de Chile | Sand  | Albert Portas | Fernando Meligeni Gustavo Kuerten | 4:6, 2:6 |
| 2.  | 20. September 1998 | Bukarest          | Sand  | George Cosac  | Andrei Pavel Gabriel Trifu        | 6:7, 6:7 |